# Distretto di Burka
Il distretto di Burka è un distretto dell'Afghanistan appartenente alla provincia di Baghlan. Viene stimata una popolazione di 26 590 abitanti (stima 2016-17).